# 宰瓦諾韋
51°37′12″N 24°35′31″E / 51.62000°N 24.59194°E
宰瓦諾韋（烏克蘭語：Заіванове），是烏克蘭的村落，位於該國西部沃倫州，由科韋利區負責管轄，面積0.3平方公里，海拔高度154米，2001年人口28，人口密度每平方公里94.28人。